# Castel del Giudice
Castel del Giudice là một đô thị ở tỉnh Isernia trong vùng Molise, có cự ly khoảng 50 km về phía tây bắc của Campobasso và khoảng 30 km về phía bắc của Isernia. Tại thời điểm ngày 31 tháng 12 năm 2004, đô thị này có dân số 355 và diện tích là 14,7 km².
Castel del Giudice giáp các đô thị: Ateleta, Capracotta, Gamberale, San Pietro Avellana, Sant'Angelo del Pesco.